# Zoofilie

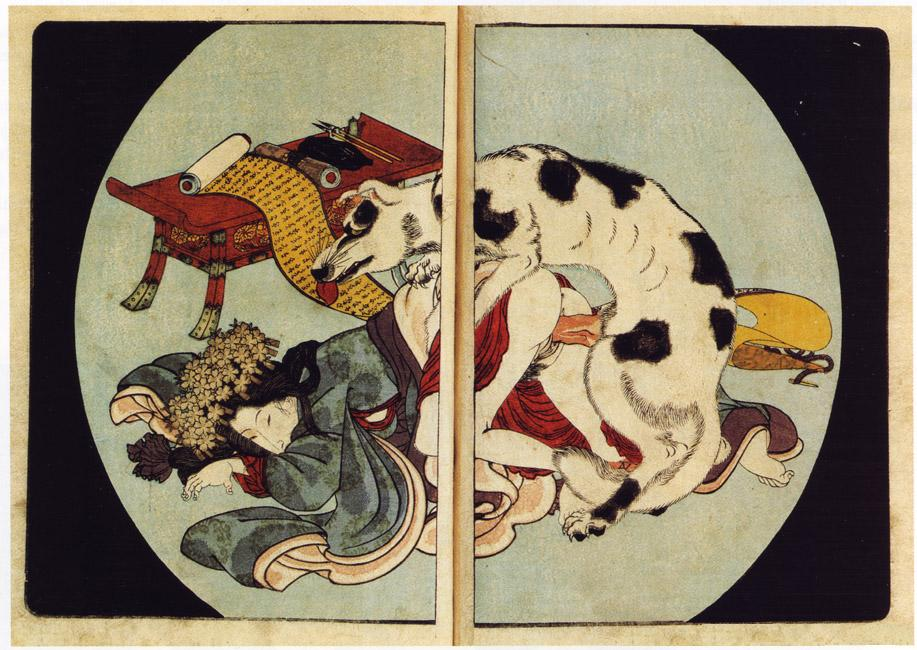
Japonský deskotisk z tvorby Utagawa Kunisada, „Osm psích hrdinů z domu Satomi“, 1837

Zoofilie je v odborném pojetí trvalá nebo dlouhodobá náklonnost či reaktivita s erotickým rozměrem převážně nebo výlučně vůči zvířatům.
Bývá označována jako parafilie, není však obsažena v klasifikačních seznamech poruch (MKN, DSM) a o její existenci neexistuje odborná shoda. Z amerického manuálu DSM byla zoofilie jako samostatná diagnóza vypuštěna (a zahrnuta pod zbytkový kód „parafilie jinde nespecifikované“) s vydáním DSM-III-R v roce 1987.

## Terminologie
Označení zoofilie pochází z řeckých slov zoon (živočich) a filia (láska, přátelství, náklonnost). Termín zavedl Richard von Krafft-Ebing zejména ve spise Psychopathia sexualis (1886).
Dřívějšími termíny byly například zooerastie, bestialita, bestiosexualita, sodomie (slovo mělo širší význam), bestiofilie.
Někteří američtí výzkumníci[kdo?] a zoofilové[kdo?] používají termín zoofilie pro vyjádření vztahu ke zvířeti a sodomie pro samotný sexuální akt. (Termín sodomie však historicky označuje různé druhy odsuzovaného sexuálního chování, nikoliv specificky jen sexuální styk se zvířaty.)
Stephanie LaFarge, asistentka profesora psychiatrie na lékařské fakultě v New Jersey, napsala, že zoofily lze dělit na dva tábory: sodomity, kteří zvířata znásilňují a jednají proti jejich vůli, a zoofily, kteří mají se zvířaty emocionální a sexuální vztah. Williams a Weinberg studovali komunity zoofilů na internetu a zjistili, že zoofilové používají termín zoofil pro označení jedince, jenž zvířeti přináší potěšení, dbá na jeho emoce a nejedná proti vůli zvířete, zatímco termín sodomita[zdroj⁠?!] (anglicky bestialist) je používán pro označení jedince zaměřeného pouze na vlastní uspokojení.
Lidé, kteří sami sebe označují za zoofily, často tvrdí, že jejich láska ke zvířatům je spíše romantická nežli sexuální, a říkají, že právě tento fakt je odlišuje od těch, kteří páchají čistě sexuálně motivované činy.
Laickou veřejností jsou však tyto termíny často používány v posunutém, neodborném významu, není mezi nimi někdy rozlišováno a slovo zoofil je vnímáno spíše jako hanlivé označení pro člověka, který měl pohlavní styk se zvířetem.
Zoofilové, kteří mají se zvířaty emocionální a sexuální vztah bývají někdy nazýváni jako zoosexuálové, což je termín označující sexuální orientaci vůči zvířatům. Tento termín, který byl dříve používán pouze samotnými zoofily, pomohla zpopularizovat Hani Miletski, když jej popsala ve své vědecké práci.

## Typy a charakteristiky

### Orientace na druh
Zoofilové většinou necítí blízký vztah ke všem zvířatům, namísto toho jsou přitahováni pouze určitými zvířecími druhy, často pouze jedním konkrétním. Proto mohou být zoofilové nazýváni také podle druhu, který je přitahuje, například jako kynofilové (přitahují je psovité šelmy), gatofilové (přitahují je kočkovité šelmy), hipofilové (přitahují je koně) apod.
Pro oblibu orgasmických aktivit s malými živočichy (šneci, žáby, hmyz) John Money (1986) používal název formikofilie (lat. formica = mravenec).

### Orientace na pohlaví
Orientace na pohlaví v případě zvířat se u zoofila nemusí shodovat s jeho orientací na pohlaví v případě lidí, případně jej nemusí lidé přitahovat vůbec, pak je takzvaně exkluzivně orientován na zvířata.

### Exkluzivita, preference, párový život
Někteří zoofilové necítí potřebu vztahu či pohlavního styku s lidským partnerem, namísto toho se dobrovolně rozhodnou lidského partnera nevyhledávat a žít pouze s partnerem zvířecím. Krafft-Ebing, který zavedl termín zoofilie, používal pro tento typ vztahu termín zooerastie, termín se však neujal.

### Nesexuální zoofilie
Láska ke zvířatům nemusí být nutně sexuálního charakteru. V západní společnosti je náklonnost k domácím mazlíčkům většinou respektována a tolerována.
V psychologii a sociologii je slovo zoofilie někdy používáno bez sexuálního významu, avšak laickou veřejností je obvykle používáno k označení sexuální preference vůči zvířatům.

### Pasivní zoofilie
Termínem pasivní zoofil bývá označován[zdroj⁠?!] jedinec, jenž obvykle necítí potřebu mít se zvířetem vztah ani pohlavní styk, vzrušuje jej však sledování pornografického materiálu zobrazujícího pohlavní styk se zvířetem či sledování jiného člověka během pohlavního styku se zvířetem naživo. Většinou jej nevzrušuje samotný akt, nýbrž pocit, že sleduje něco „zakázaného“.[zdroj?]

### Zoosadismus, zoonekrofilie
Ernest Bornemann vytvořil samostatný termín zoosadismus pro označení sodomitů, kteří mají potěšení ze způsobování bolesti zvířatům, někdy se sexuálním podtextem.[zdroj?]
Se zoosadismem bývá často spojená i zoonekrofilie, což je termín označující ty sodomity, které vzrušuje pohlavní styk s mrtvými zvířaty.[zdroj?]

## Rozsah výskytu
Není dostatek poznatků k určení, zda existuje zoofilie jako vrozený sklon (parafilie, orientace) a zda v případě preferenci různých druhů zvířat může jít o různé projevy téhož sklonu. Také proto zoofilie není samostatně uvedena ani v americkém Diagnostickém a statistickém manuálu DSM (byla samostatně uvedena ještě ve verzi DSM-III vydané roku 1980, ale do verze DSM-III-R vydané roku 1987 již zahrnuta nebyla) ani v Mezinárodní klasifikaci nemocí. Někteří odborníci (např. Petr Weiss) předpokládají, že zoofilní chování je výrazně rozšířenější než případná zoofilní orientace. V naší kultuře je citový vztah ke zvířatům (pes, kočka, hlodavci, chovná zvířata) hluboce integrován[zdroj?], takže ty projevy zoofilie, které nezahrnují genitální aktivity, nejsou považovány za příznak deviace nebo nějaké zvláštní identity.
Vypuštění z DSM bylo v roce 1987 a později zdůvodněno tím, že sexuální kontakt se zvířaty téměř nikdy není klinicky významným problémem sám o sobě , výhradní tužba zaměřená na zvířata více než na člověka je poměrně vzácná , krom toho zoofilové obvykle nevyhledávají kvůli svému stavu pomoc a nedostávají se do péče psychiatrů kvůli samotné zoofilii . Vypuštění z DSM bylo spojeno s výraznou změnou diagnostických kritérií zbývajících parafilií a přejmenováním některých z nich, vypuštěním egodystonní homosexuality a přidáním frotérismu.
Podle webu Psychology Wiki údajně probíhá[kdy?] v psychologii jakási debata o tom, jestli určité aspekty zoofilie je lépe chápat jako aberaci, nebo jako sexuální orientaci. Samotná aktivita nebo tužby již v DSM-IV-TR nebyly klasifikovány jako patologie, pokud nejsou provázeny distresem a nenarušují normální fungování osoby. Nejmenované výzkumy údajně široce podporují alespoň některá z jakýchsi údajných klíčových tvrzení nejmenovaných zoofilů. Nejmenovaní kritici však údajně tvrdí, že DSM neříká nic o přijatelnosti a pohodě zvířete, a nejmenovaní mnozí kritici prý tvrdí, že sexuální akty se zvířaty jsou vždy abusivní a neetické. Nejmenovaní obránci tzv. zoosexuality však údajně tvrdí, že vztah mezi člověkem a zvířetem může přesahovat sexualitu a že zvířata jsou schopná vytvářet skutečně láskyplné vztahy, které mohou trvat léta a která se funkčně neliší od jiných milostných/sexuálních vztahů. Tento názor podporuje například americká sexuoložka Hani Miletski, která pro označení takového vztahu používá termín zoosexualita a přiklání se k názoru, že zoofilie může být považována za sexuální orientaci.
Kinseyovy zprávy (1948, 1953) uvádějí alespoň jednorázovou sexuální zkušenost se zvířetem u 8 % mužů a 5 % (3,6 %?) žen. Crepault a Couture (1980) zjistili zoofilní sexuální fantazie u 5 % ze vzorku zkoumaných mužů. Mezi obyvateli venkova (farem) se podle Kinseyho (1953) sexuální aktivity se zvířaty vyskytovaly až u 40–50 % z nich. Kniha Moje tajemná zahrada, která byla v roce 1973 napsána spisovatelkou jménem Nancy Friday, a která se týkala ženské sexuality, zahrnovala okolo 190 fantazií od různých žen, z nichž 23 zahrnovalo i zoofilní aktivity. Sexuální fantazie, týkající se zoofilních aktů, mohou nastat i u lidí, kteří je nechtějí zažít v reálném životě. Nancy Friday popisuje, že zoofilie jako fantazie může těmto lidem poskytovat únik z kulturních předpokladů, omezení a názorů, týkajících se sexu. Zájem a sexuální vzrušení při pozorování páření zvířat je v knize R.E.L. Masters: Forbidden Sexual behavior and Morality citováno jako indikátor skryté zoofilie. V této knize je rovněž k nalezení zmínka, že dámy z nevěstinců pořádaly představení, zobrazující páření zvířat, jelikož zjistily, že to u mnoha jejich klientů vyvolává vzrušení, což u některých dokonce může vyústit i v to, že se sami zoofilního aktu zúčastní.
Z předběžných výsledků výzkumu provedeného doktorkou Andreou M. Beetz, jehož se zúčastnilo 113 mužů, kteří měli sexuální kontakt se zvířetem a vyplnili šest internetových dotazníků, vyplynulo, že zúčastnění měli mnohem nižší výskyty psychopatie v porovnání s normálem. Beetz dále poznamenává, že téměř všichni účastníci tohoto výzkumu cítili empatii k druhým lidem, byli ochotni jim pomáhat a byli zdatní v odhadování osobnostních rysů a pocitů ostatních osob. Beetz usuzuje, že tyto dovednosti vychází ze zkušeností s interpretací nonverbální komunikace se zvířaty nebo mohou být výsledkem řešení osobních krizí, které mohou urychlit vývoj. Na druhé straně Beetz našla znaky problémů s mezilidskými vztahy. Účastníci popsali problémy s navazováním vztahů s jinými lidmi. Účastníci sami sebe popisovali jako méně společenské a stydlivé osoby v porovnání s normálem. Zároveň byli méně ochotní držet se zavedených společenských pravidel. Průměrný věk těchto 113 mužů byl 30 let. 34,50 % tvořili Američané, 56 % Evropané (32 % Němci). 70 % mělo alespoň nějaké vysokoškolské vzdělání a více než 12 % mělo titul. 73 % dotázaných nemělo během doby sběru dat lidského partnera. 27 % bylo ženatých nebo žilo se stálým lidským partnerem. 23 % dotázaných mělo sexuální vztah pouze se zvířetem a 54 % uvedlo, že mají sex se zvířetem pravidelně (mnohdy několikrát týdně). 57 % dotázaných uvedlo, že sexuální kontakt se zvířetem byl pro ně důležitější než s člověkem. 76 % účastníků uvedlo, že jejich vztah se zvířetem je ekvivalentní vztahu, který mezi sebou mají lidé. Zvířata byla ve většině případů psi a koně, ale také hospodářská zvířata. Některé případy zahrnovaly i velké kočkovité šelmy nebo delfíny. Pouze 60 % dotázaných zvíře vlastnilo. 34,50 % uvedlo, že se aktivně podílí na ochraně zvířat.
Autoři některých studií věří, že násilí vůči zvířatům může pramenit z nenávisti vůči lidem, proti kterým je takové chování nepřípustné (Menninger, 1951). Zvíře následně slouží nejen jako náhrada nenáviděné lidské osoby, ale je také zneužíváno v důsledku opakování traumatické zkušenosti na principu kompulzivního chování. Zvíře se stane subjektem pro vyústění impulsů sadistického chování (Rappaport, 1968). Stejně tak výskyt zoofilních aktivit a fantazií je dle autorů některých studií častý právě u psychiatrických pacientů (Alvarez a Freinhar, 1991). Někdo by mohl tvrdit, že tohle jasně dokazuje, že tvrzení o tom, že „lidé, kteří mají sex se zvířaty jsou narušení jedinci, kteří zvířata zneužívají“ je pravdivé. Hani Miletski však tento názor vyvrací svým tvrzením, že „je důležité porovnat tento závěr s čísly“ a dále dodává: „Ve studii zahrnující 93 účastníků není překvapující, že jeden (1,08 %) vykazuje špatné a diametrálně odlišné chování od ostatních. Nemyslím si, že chování a postoje tohoto jednoho účastníka mohou reflektovat chování a postoje zoofilů jako celku.“
Se zoofilií (či sodomií) není totožný, ale může s ní souviset fetišismus, kdy předmětem erotického zájmu nebo reakce mohou být například srst, tlapy, ústa, drápy nebo parohy zvířete, někdy jen obojek, vodítko, uzda, houně, sedlo, bičík atd.

## Právní souvislosti
Trestní právo v souvislosti se zoofilní problematikou rozlišuje několik úkonů. Jsou jimi:
- a) pohlavní styk se zvířaty,
- b) výroba a šíření pornografických materiálů, zachycujících takové aktivity,
- c) držení těchto pornografických materiálů.

Legálnost či nelegálnost těchto činností se mezi jednotlivými zeměmi liší.

### Pornografie
V České republice je trestná výroba a šíření pornografických materiálů popisujících, zobrazujících nebo jinak znázorňujících pohlavní styk se zvířetem. Podle § 191 zákona č. 40/2009 Sb. (trestní zákoník) může být osoba, která se dopustí výše uvedeného, potrestána odnětím svobody až na jeden rok. Naopak držení takovýchto materiálů, na rozdíl třeba od dětské pornografie, zákon neporušuje (resp. jej zákon nevzpomíná).
Výroba a šíření pornografických materiálů je legální pouze v několika zemích, mezi něž patří třeba Dánsko, Maďarsko a některé státy USA. Držení takovéto pornografie je legální v řadě zemí, mimo jiné mezi ně patří Belgie, Dánsko, Kanada, Maďarsko, Německo, Norsko, Polsko a některé státy USA.[zdroj?]
Speciální otázkou v regulaci pornografie jsou živé bytosti, které nejsou ani člověkem, ani zvířetem. Zatímco v běžné realitě je každá živá bytost, která není člověkem, zvíře, fikce je plná postav a ras, které jsou něco mezi člověkem a zvířetem. Cenzura a většina lidské společnosti přijímá tyto antropomorfní bytosti jako legitimní cíle pro romantickou lásku či intimní vztah.[zdroj?] V mnoha zemích je však v regulační legislativě zvíře definováno negativně, například jako obratlovec, který není člověkem. Fiktivní bytosti mohou být v těchto právních systémech klasifikovány jako zvíře, tudíž se na ně mohou vztahovat zákony regulující zoofilní pornografii.

### Pohlavní styk se zvířaty
Vlastní pohlavní styk se zvířaty dle platné české legislativy trestný není; byl by pouze tehdy, pokud by bylo prokázáno jejich týrání dle zákona č. 246/1992 Sb. (na ochranu zvířat proti týrání). Pachatelé těchto činů bývají případně obviněni z porušení jiných zákonů. V jednom z takových případů byl pachatel například odsouzen na základě § 228 a § 238 trestního zákoníku (poškozování cizí věci, respektive narušování domovní svobody).
V 60. letech 20. století byl v Československu muž, jehož pohlavní styk se slepicemi v družstevní slepičárně vedl k jejich úhynu, odsouzen na základě zákona č. 24/1957 Sb. (o kárném stíhání rozkrádání a poškozování majetku v socialistickém vlastnictví).
Pohlavní styk se zvířaty je legální (tj. neexistuje zákon, který by jej zakazoval) například v Dánsku, Finsku, Itálii, Japonsku, Maďarsku, Mexiku, Portugalsku, Rumunsku, Rusku a některých státech USA. Do roku 2013 byl legální i v Německu, kde přímo existovaly specializované nevěstince nabízející sex se zvířaty, a do 1. ledna 2014 ve Švédsku.

### Soužití se zvířaty
Evropská legislativa zpravidla považuje zvíře či jiného živočicha za věc nebo mu přiznává speciální právní postavení velmi podobné věcem, tj. zvíře může být předmětem vlastnictví. To se vztahuje zejména na domácí zvířata, a to jak chovná (chovaná pro hospodářské účely), tak tzv. domácí mazlíčky. Volně žijící zvířata mají spíše postavení věci nikoho a možnost či nemožnost jejich okupace lovem je regulována zákony o ochraně přírody a mysliveckými zákony.
Vztahy s volně žijícími zvířaty či jejich případné ochočení vesměs nejsou specificky regulovány. Chov zvířat v obcích, domech a bytech je obvykle regulován nanejvýš obecními vyhláškami či domovními řády. Většinou je široce tolerován chov psů, koček, okrasného ptactva (zejména papoušků), akvarijních rybiček či jiných drobných akvarijních a terarijních živočichů včetně drobných hlodavců, plazů atd. Silněji regulován bývá chov velkých hospodářských zvířat (zejména ve městech) či nebezpečných zvířat (šelmy, jedovatá zvířata atd.). Specificky regulován bývá pohyb psů na veřejných prostranstvích a ve veřejných prostorech, někam mají vstup zcela zakázán, jinde je jejich pobyt podmíněn vodítkem či též náhubkem. Český zákon o obcích uvádí poplatek ze psů jako jeden z taxativně vyjmenovaných místních poplatků, který platí držitel psa obci příslušné podle místa trvalého pobytu nebo sídla, přičemž maximální roční výše za psa je 1500 Kč, za druhého či dalšího psa téhož majitele až o polovinu více. Z chovu jiných druhů zvířat místní poplatek vybírat nelze.
Postupně vzrůstá důraz na ochranu zvířat proti týrání, jinak forma vztahů mezi člověkem a zvířetem prakticky není regulována.